# Cheilotrichia alpina
Cheilotrichia alpina är en tvåvingeart som först beskrevs av Gabriel Strobl 1895.  Cheilotrichia alpina ingår i släktet Cheilotrichia och familjen småharkrankar. Inga underarter finns listade i Catalogue of Life.